# Амаурис Перез
Амаурис Перез (итал. Amaurys Pérez; Камагуеј, 18. март 1976) је италијански ватерполиста пореклом са Кубе. У прошлој сезони играо је за италијански клуб Посилипо. Са репрезентацијом Италије освојио је Светско првенство у ватерполу 2011. у Шангају.